# Sorex merriami
Sorex merriami es una especie de musaraña de la familia Soricidae.

## Distribución geográfica
Es endémica del oeste de Estados Unidos y el extremo sur de Columbia Británica en Canadá.